# ジョニー・ホッジス
ジョニー・ホッジス（Johnny Hodges、1907年7月25日 - 1970年5月11日）は、アメリカ合衆国のアルト・サクソフォーン奏者。
デューク・エリントン・ビッグバンドでのソロ演奏で知られる。永らくサックス・セクションで1番アルトを吹いたが、1932年から1946年まではOtto Hardwickが首席だった。ホッジスはソプラノ・サックスの花形でもあったが、1946年以降はソプラノを吹かなくなった。彼はベニー・カーターとともにビッグバンド時代の絶対的なアルト・サックス奏者と目されている。
彼はロイド・スコット、シドニー・ベシェ、ラッキー・ロバーツ、チック・ウェブなどの下で活動を始めた。1928年にエリントンがバンドを拡大しようとしたときに、クラリネットのバーニー・ビガードがホッジスを推薦した。彼の演奏はエリントン楽団の個性になった。1951年から1955年までの間はエリントンから離れ自身のバンドを率いたが、1956年のニューポート・ジャズ・フェスティバルでエリントン楽団が華々しく復活する少し前に戻った。

## 生涯

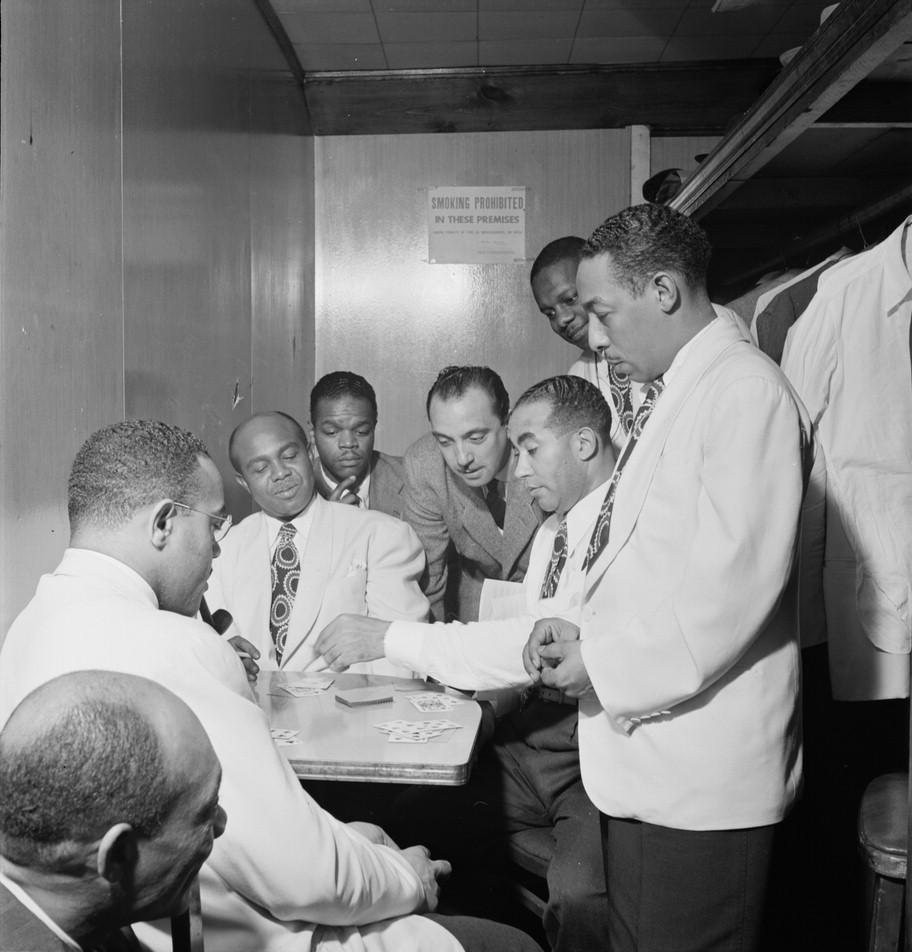
手前右に立っているのがホッジス。その右隣に座るローレンス・ブラウン。その右がジャンゴ・ラインハルト（1946年、ニューヨーク）

### 幼少期
マサチューセッツ州ケンブリッジ生まれ。ヴァージニア州出身のジョンとケイティ夫妻のもとに生まれた。すぐに家族はボストンのハモンド通りに引っ越し、4歳年下のバリトン・サックス奏者ハリー・カーネイ、サックスのチャーリー・ホルムズとハワード・E・ジョンソンと育った。
最初の楽器はドラムスとピアノだった。母親は熟練したピアニストだったが、彼はほぼ独学だった。ピアノの腕前が上がると一晩に8ドルのギャラで個人宅のダンス・パーティーにて演奏した。10代でソプラノ・サックスを始めた。このころ「うさぎ（Rabbit）」というあだ名をもらった。100ヤード（91m）の駆けっこ競争で保安官たちに勝ったからだという。彼はレタス・トマト・サンドイッチをうさぎのようにかじっていたので、自分のことをうさぎと呼んでいた。
1920年にボストンのあるバーレスク・ホールでジミー・クーパーの「Black and White Revue」が行われ、シドニー・ベシェがクラリネットを吹くのを目撃した。ホッジスの姉はベシェと知り合いになり、ホッジスは自己紹介して「My Honey's Lovin Arms」を演奏した。ベシェは彼の演奏技術に感銘を受け、演奏を続けるように激励した。ホッジスはボストン周辺で鳴らすようになり、1924年（18歳）でニューヨークに引っ越した。

### デューク・エリントン

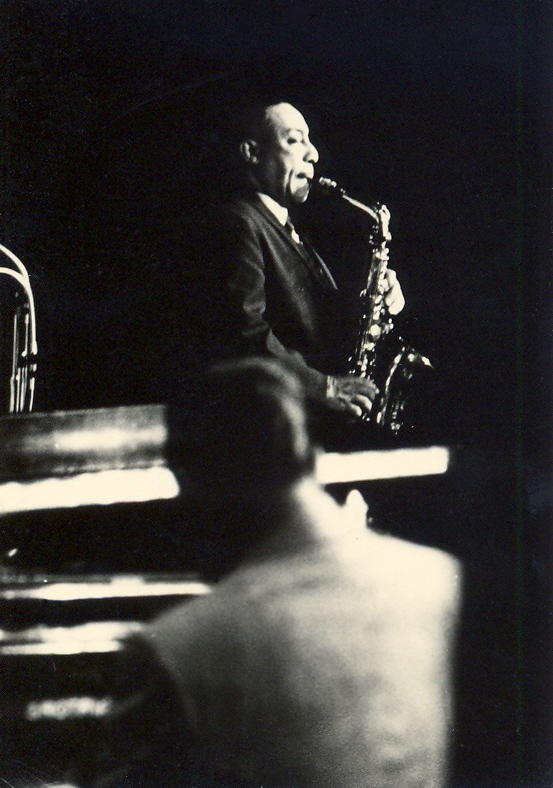
演奏中:ホッジスとエリントン、ドイツ・フランクフルトにて、（1965年2月6日）

1928年にエリントン楽団に加入した。彼は、1938年のベニー・グッドマンの伝説的なカーネギー・ホール・コンサートで演奏したエリントン楽団メンバーの一人だった。グッドマンは「これまで聴いた中で彼は最も偉大なアルト・サックス奏者だね」といった。
チャーリー・パーカーは彼を「アルトのリリー・ポンス（オペラ歌手/女優、1898年-1976年）だね」と評した。
エリントンは楽団メンバー専用に曲を書いており、ホッジス用の曲は「Confab with Rab」「Jeep's Blues」「Sultry Sunset」「Hodge Podge」「Finesse」などだった。
エリントン楽団が録音した中でホッジスのスムーズなアルトサックス・サウンドを聴けるのは、他に「Magenta Haze」「Prelude to a Kiss」「Haupe （from Anatomy of a Murder）」、それに、「逆らい難くみだらなトレモロ」をフィーチャーし、「誘惑的で」お尻を揺らす「Flirtibird」もある。
また、「スタークロスト・ラヴァーズ」（『Such Sweet Thunder』組曲収録）、「I Got It Bad (And That Ain't Good)」「Blood Count」「Passion Flower」なども同様。
彼はブルースでもバラードでも純粋なトーンを出し、切り詰められた旋律を演奏したので、ベン・ウェブスターやジョン・コルトレーン、ローレンス・ウェルクまで、あらゆる時代のあらゆるスタイルのプレーヤーから尊敬された。
長いビブラートや、連続音に滑り込む彼の個人技はしばしば模倣された。エリントンの曲名にあるように、彼は「ジープ（Jeep）」というあだ名も頂戴していた。「うさぎ」の方に関してジョニー・グリフィンは、「彼はうさぎみたいだった。あんなに美しい音楽を演奏してるのに、顔には何の表情もなかったんだから」と発言。
『Duke Ellington Copenhagen (1965): Parts 1 & 2』というビデオでホッジスの演奏を目と耳で体験できる。

### 死
最期の演奏はトロントのインペリアル・ルームで行われ、それから1週間もしない1970年5月11日に心臓発作で亡くなった。歯科医院でのことだった。
最後の録音はアルバム『ニューオリンズ組曲』。彼が亡くなったとき、アルバムは半分が完成したところだった。 
エリントンによる賛辞（1973年）
「世界で最も生き生きしたショウマンとか、最も偉大なステージ・パーソナリティーとかでは決してなかった。でも音色がほんとに美しくてね、時に涙があふれてくるくらいだったよ。それがジョニー・ホッジスだった。いや、それがジョニー・ホッジスの今なんだ」。

## ディスコグラフィ
- 1946:  Passion Flower (RCA)  with Willie Cook, Roy Eldridge, Quentin Jackson, Russell Procope, Ben Webster, Sam Woodyard
- 1951:  Caravan (Prestige Records)  with Taft Jordan, Shorty Baker|Harold Baker, Juan Tizol, Duke Ellington, Billy Strayhorn, Oscar Pettiford, Sonny Greer
- 1951: Castle Rock
- 1952:  Perdido Johnny Hodges and his Orchestra (also issued as Johnny Hodges Dance Bash)
- 1954?: In a Mellow Tone (aka Memories of Duke Ellington)
- 1955: Creamy
- 1957 Duke with a Difference -  Clark Terry
- 1958: Blues-A-Plenty (Verve Music Group)
- 1959: Side by Side (with Duke Ellington)
- 1959: Back to Back (with Duke Ellington)
- 1961: Gerry Mulligan Meets Johnny Hodges
- 1961:  Johnny Hodges with Billy Strayhorn and the Orchestra (Verve)  with Aaron Bell, Jimmy Hamilton, Cat Anderson, Eddie Mullens
- 1961:  Johnny Hodges at Sportpalast Berlin Pablo Records)  with Ray Nance, Lawrence Brown, Al Williams
- 1964: Everybody Knows Johnny Hodges (Impulse! Records)
- 1965: Inspired Abandon with Lawrence Brown (Impulse!)
- 1967: Triple Play

With Billy Taylor
- Taylor Made Jazz (Argo, 1959)

## 参照
1. ↑  Allmusic.com ((( Johnny Hodges > Biography )))
2. ↑  Tumpak, John (2011). “Johnny Hodges: Sensual Musical Beauty”. Memory Lane (Jeanette and Ray Pallett) (172):  41. ISSN 0266-8033.
3. 1 2 3 4 5 6 7  "Memory Lane", p. 41.
4. ↑  "Memory Lane", pp. 41-42.
5. ↑  Goodman, Benny; Kolodin, Irving (1939). The Kingdom of Swing. Stackpole Sons. p. 231
6. ↑  Morton, John Fass (2008). Backstory in Blue: Ellington at Newport '56. Rutgers University Press. p. 31. ISBN 0-8135-4282-0 2010年9月2日閲覧。
7. ↑  Stryker, Mark (2009年1月20日). “Ellington's score still celebrated”. Detroit Free Press. 2009年2月12日時点のオリジナルよりアーカイブ。2013年2月23日閲覧。
8. ↑  BBC Radio 3: 100 Jazz Profiles
9. ↑  "In Conversation with Johnny Griffin" Archived 2010年3月18日, at the Wayback Machine. by Ted Panken at Jazz.com
10. ↑  Ellington, Duke (1973). Music Is My Mistress. New York: Da Capo. p. 119. ISBN 0-306-80033-0